# 中華民國國家象徵
中華民國國家象徵指的是代表中華民國之象徵符號。嚴格來說，這些應由中華民國憲法、立法院通過並經由總統公布之法規、總統府及行政院公布之行政命令確立，並無具體言之。按照一般原則而言，是某個事物具有代表國家主權、獨立和尊嚴，塑造國民對國家之認同；以及維護政治統一並促進政治社會化，鞏固國家之基礎。

## 列表
以下所羅列之事物，普遍具有國家象徵之意義，有一部分是由總統府、行政院、國民政府確定，另有一部分是廣為人知之事實。

### 官方象徵
| 國家象徵     | 符號                             | 圖像                    | 說明 |
| ------------ | -------------------------------- | ----------------------- | --- |
| 國旗         | 中華民國國旗                     | 青天白日滿地紅          | 《中華民國國徽國旗法》訂定「青天白日滿地紅」為中華民國國旗。 |
| 國徽         | 中華民國國徽                     | 青天白日徽              | 《中華民國國徽國旗法》訂定「青天白日徽」為中華民國國徽。 |
| 國歌         | 中華民國國歌                     |                         | 國民政府明令公布，以中國國民黨黨歌（黃埔軍校訓詞）為中華民國國歌。 |
| 國旗歌       | 中華民國國旗歌                   |                         | 中華民國國旗歌並非國歌，但在升降國旗時使用。 國旗歌之歌譜也在國際運動大會升起梅花旗時，作為中華奧林匹克委員會會歌演奏。                                                    |
| 國都         | 臺北市（事實上，中央政府所在地） | 臺北市地標              | 《中華民國憲法》無明確規定國都位置，故一般所稱之國都等同於「中央政府所在地」，廣為人知之事實是位於臺北市。                                                                 |
| 國家語言     | 國家語言                         |                         | 依《國家語言發展法》規定，臺灣固有語言（包含臺灣華語、臺灣臺語、臺灣客語、臺灣原住民族語、馬祖語及臺灣手語）為臺灣國家語言。                                               |
| 國璽         | 中華民國國璽                     | 中華民國之璽 · 榮典之璽 | 中華民國國璽有二方，一為「中華民國之璽」，另一為「榮典之璽」。 |
| 國花         | 中華民國國花：梅花               | 梅花                    | 行政院於1964年7月21日核定，梅花為中華民國之國花。 |
| 國樂         | 中華民國國樂                     | 瞿春泉指揮桃園市國樂團  | 為中華民國國定的傳統音樂。 |
| 國父         | 孫中山                           | 國父 孫中山先生像       | 國民政府於1940年明令尊稱孫中山為「中華民國國父」。 |
| 國軍之陸軍旗 | 中華民國陸軍                     | 中華民國陸軍旗          | 《陸海空軍軍旗條例》訂定中華民國陸軍旗用紅色為底，中置四分之一藍底，內綴國徽。                                                                                             |
| 國軍之空軍旗 | 中華民國空軍                     | 中華民國空軍旗          | 《陸海空軍軍旗條例》訂定中華民國空軍旗用天藍色為底，中置五分之二空軍軍徽。                                                                                                 |
| 國軍之海軍旗 | 中華民國海軍                     | 青天白日滿地紅          | 《陸海空軍軍旗條例》訂定中華民國海軍旗為青天白日滿地紅旗。 |
| 梅花旗       | 中華臺北奧會旗                   | 中華臺北奧會會旗        | 中華民國參與國際運動大會所用之代表旗幟，最初由中華奧林匹克委員會制定，之後衍生若干基於奧會旗之運動賽事用旗。                                                               |
| 國幣         | 新臺幣（圓，NTD）                |                         | 中華民國中央銀行依據《中央銀行法》訂定《中央銀行發行新臺幣辦法》發行之貨幣，其上有梅花鹿、帝雉、櫻花鉤吻鮭、大霸尖山、玉山、阿里山、南湖大山、塔塔加薊、松樹等之台灣象徵。 |
| 國曆         | 民國紀年                         | 中華民國元年月份牌      | 中華民國政府訂定《公文程式條例》規範使用之國家紀年。 |
| 開國紀念日   | 1月1日（元旦）                   | 中華民國元旦升旗典禮    | 1912年（民國元年）1月1日，孫中山就任中華民國臨時大總統，宣告中華民國臨時政府成立之國定紀念日，每年於總統府前舉行中樞元旦升旗典禮。                                         |
| 國慶日       | 中華民國國慶日：10月10日         | 雙十慶典標誌            | 1911年10月10日，辛亥革命志士發動武昌起義；中華民國臨時政府及後於1912年9月28日通過臨時參議院決議，訂定之為「中華民國國慶日」。                                              |
| 國家祭典     | 中樞春秋祭典                     | 國民革命忠烈祠          | 國民革命忠烈祠是舉行中樞國殤祭典之場所，每年3月29日及9月3日由中華民國總統主祭、副總統及五院院長陪祭，也是國賓來訪時向殉難英烈致敬之代表場所。                              |
| 國家顏色     | 主色：紅、白、藍                 | 紅 白 藍                | 紅-白-藍是源自中華民國國旗之顏色。 |

### 非官方象徵
| 國家象徵 | 符號         | 圖像               | 說明 |
| -------- | ------------ | ------------------ | --- |
| 國鳥     | 臺灣藍鵲     | 台灣藍鵲           | 為台灣特有種。 2007年，臺灣永續生態協會、臺灣國際觀鳥協會與立委推動為期4個月的非官方網路「國鳥選拔」，逾百萬人投票。在帝雉、藍腹鷴、黃山雀和臺灣藍鵲4種臺灣特有鳥類中，臺灣藍鵲贏得初選。 |
| 國獸     | 臺灣黑熊     | 臺灣黑熊           | 為台灣特有種，亦為普遍公認的國獸。 |
| 國球     | 棒球         | 臺北大巨蛋球場內部 | 為臺灣民眾公認的國球。 |
| 國山     | 玉山         |                    | 為臺灣的第一高山，亦是布農族與鄒族的共同聖山。 |
| 國字     | 正體字       | 中華民國之璽       | 法律並沒有明文規定官方文字。 由中華民國教育部制定的標準字體，為實質上的國字。 |
| 國語     | 中華民國國語 |                    | 法律並無明文規定官方語言，僅有規定國家語言。 為實質上的官方語言。 |

## 另見
- 中華民國總統
- 中華民國政府
- 中華民國國樂
- 中華民國勳章

## 外部連結
- 维基共享资源上的相關多媒體資源：中華民國象徵
- 维基共享资源上的相關多媒體資源：台灣象徵